# Élections législatives tongiennes de 2021
Les élections législatives tongiennes de 2021 ont lieu le 18 novembre 2021 afin de renouveler pour quatre ans les vingt-six membres du Fale Alea, l'Assemblée législative du Royaume des Tonga. 
Le scrutin voit le Parti populaire du Premier ministre Pohiva Tuʻiʻonetoa devancer le Parti démocrate des îles des Amis après sa scission de celui ci. Le Premier ministre sortant n'a toutefois plus le soutien de son propre gouvernement, et c'est son ministre de l'Éducation, Siaosi Sovaleni, qui est élu Premier ministre par l'Assemblée le 15 décembre.

## Contexte

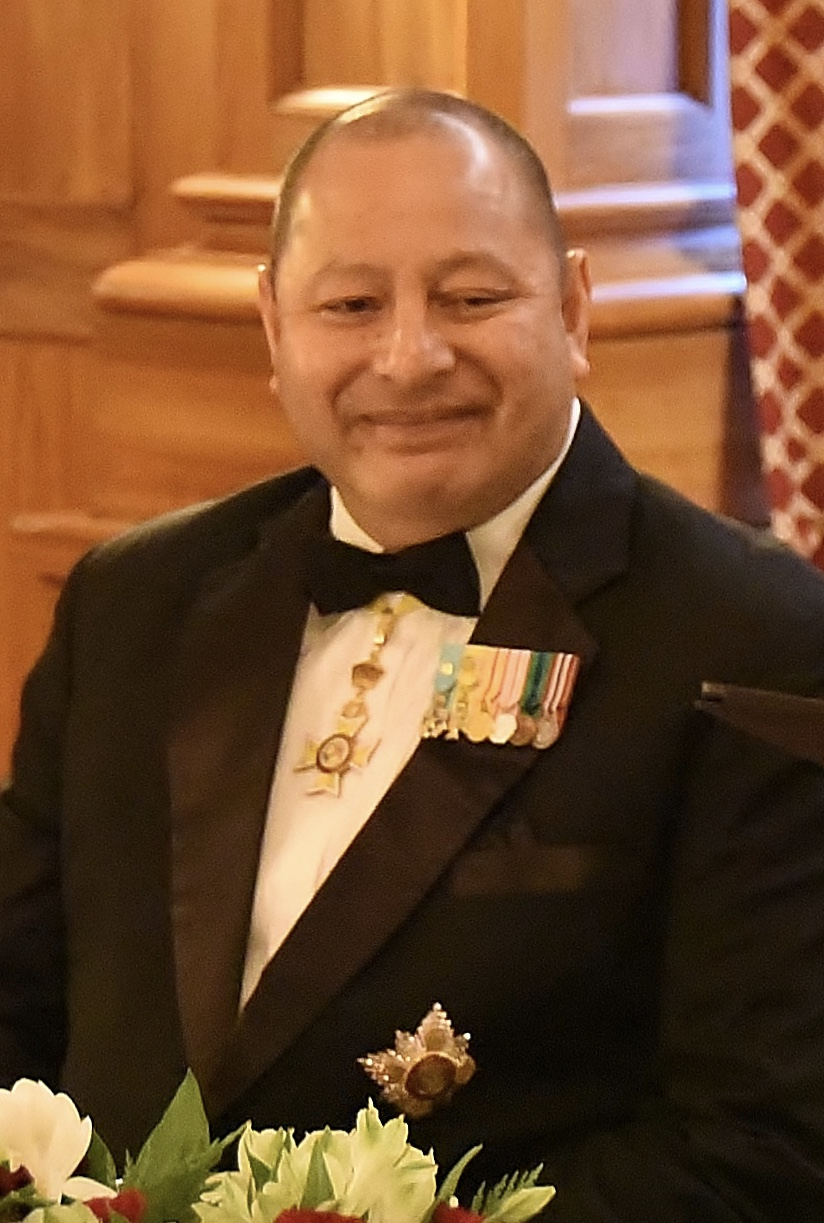
Le roi Tupou VI.

Il s'agit des quatrièmes élections depuis les réformes démocratiques qui ont conféré en 2010 une majorité de sièges aux élus du peuple. Les Tonga sont une monarchie constitutionnelle et une démocratie parlementaire.
Le Parti démocrate (PDIA) est le principal parti politique du pays. Aux élections de 2017, il remporte quatorze des dix-sept sièges alloués aux roturiers, et est le seul parti représenté à l'Assemblée, les trois autres sièges étant remportés par des candidats sans étiquette. ʻAkilisi Pohiva (PDIA), dirigeant historique du mouvement de campagne pour la démocratie, est Premier ministre de 2014 jusqu'à sa mort en septembre 2019. 
À la suite de sa mort et en l'anticipation de l'élection d'un nouveau Premier ministre par l'Assemblée, le ministre des Finances Pohiva Tuʻiʻonetoa quitte les bancs de la majorité, annonce la création du Parti populaire et rejoint l'opposition parlementaire, composée de représentants de la noblesse et des députés conservateurs sans étiquette. Il est rejoint par trois autres députés qui quittent les démocrates, dont le ministre de la Justice Sione Faʻotusia. Le 27 septembre, Pohiva Tuʻiʻonetoa est élu Premier ministre. Semisi Sika, le chef de file des démocrates, devient de fait le chef de l'opposition parlementaire. Pohiva Tuʻiʻonetoa forme un gouvernement et une majorité parlementaires constitués de huit députés roturiers et des neuf élus de la noblesse. Le Parti populaire se constitue formellement des députés roturiers de la nouvelle coalition, tandis que les représentants de la noblesse dans la coalition continuent à siéger sans étiquette,,.
En mai 2021, lors de l'ouverture d'une session parlementaire, le roi Tupou VI critique vivement et longuement les députés. Il accuse le gouvernement de Pohiva Tuʻiʻonetoa d'avoir perdu de vue les enjeux cruciaux que sont la santé, l'éducation et l'économie, et d'avoir négligé son devoir de publier les comptes publics. Il appelle les Tongiens à user de « vigilance » lors de l'élection de leurs représentants en novembre.

## Système électoral

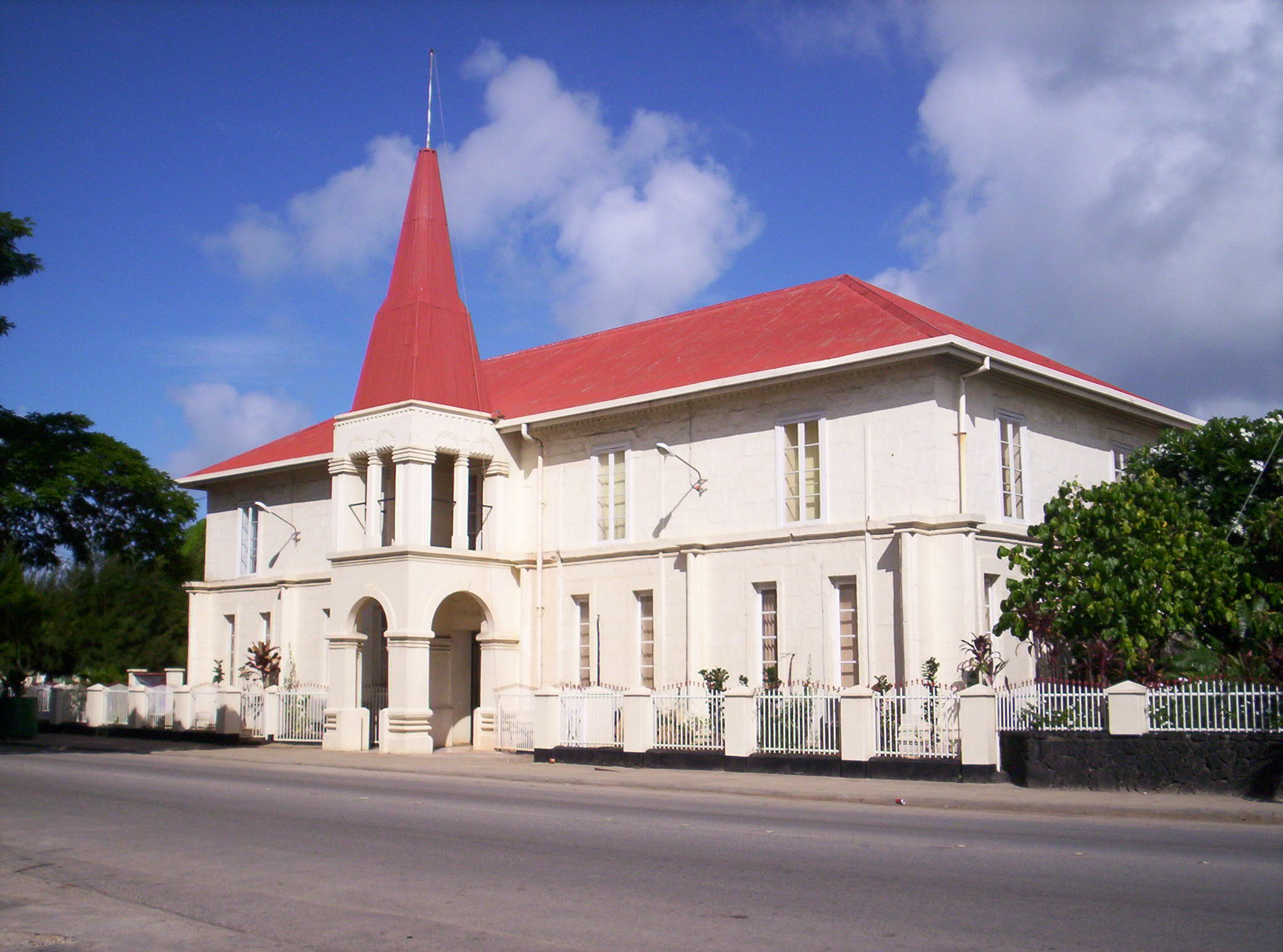
Bâtiment de l'assemblée à Nukuʻalofa.

L'Assemblée législative des Tonga est composée de vingt six sièges pourvus pour quatre ans par deux collèges électoraux distincts. Le roi Tupou VI conserve la possibilité de nommer des députés supplémentaires, mais uniquement sur recommandation de son Premier ministre. 
Les citoyens roturiers élisent dix-sept députés au scrutin uninominal majoritaire à un tour dans autant de circonscriptions, tandis que les membres de la noblesse tongienne élisent neuf nobles au scrutin majoritaire plurinominal dans quatre circonscriptions plurinominales se superposant aux précédentes. Une circonscription couvre Tongatapu et ʻEua (quatre sièges), une couvre les îles Vavaʻu (deux sièges), une les îles Haʻapai (deux sièges), et une autre les îles de Niuafoʻou et Niuatoputapu (un siège). Dans l'ensemble des circonscriptions, les électeurs votent pour autant de candidats que de sièges à pourvoir, à raison d'un vote pour un candidat, et les candidats recueillant le plus de suffrages sont élus.
Tous les citoyens tongiens âgés d'au moins 21 ans, autres que les nobles et les membres de la famille royale, peuvent élire les représentants du peuple, dans leurs circonscriptions respectives. Seules sont exclues les « personnes mentalement inaptes » et les « personnes sous le coup de poursuites pour endettement ». Quant aux circonscriptions pour la noblesse, le droit de vote et d'éligibilité est accordé aux membres de la noblesse héréditaire et aux pairs à vie. La noblesse tongienne est composée en novembre 2021 de trente-trois titres héréditaires et de cinq titres de pairs à vie, des roturiers élevés à un titre de noblesse par le monarque. Certains sont ponctuellement vacants ; d'autres appartiennent à des membres de la famille royale. Deux des titres héréditaires (Maʻatu and ʻAhomeʻe) sont ainsi vacants au moment du scrutin, et certains nobles sont porteurs de plusieurs titres. Contrairement aux élections précédentes, l'ensemble des nobles doivent désormais se signaler comme candidats s'ils souhaitent pouvoir être élus, et non plus seulement les pairs à vie. Au moment du scrutin, les cinq pairs à vie sont : Lord Matoto, Lord Sevele, Lord Tupou, Lord Dalgety, et Lord Tangi.
À la suite des élections, l'Assemblée doit renouveler sa confiance dans le Premier ministre sortant, ou bien choisir un nouveau Premier ministre, qui sera alors formellement nommé par le roi.

## Campagne électorale
Soixante-treize candidats briguent les dix-sept sièges réservés aux élus du peuple. Tous les représentants sortants du peuple se représentent, mais deux sièges sont vacants en amont de ces élections : Sione Fa‘otusia, député de Tongatapu 7, est mort en août 2021, et ‘Akosita Lavulavu, députée de Vava‘u 16, a été démise en raison de sa condamnation à six ans de prison pour fraude. Quelle que soit leur étiquette politique, la plupart des candidats font campagne sur les mêmes thématiques : l'économie, le développement durable, la sécurité et la lutte contre les trafics de drogue,.
Le Parti démocrate aborde ces élections affaibli par des dissensions internes, deux factions du parti souhaitant chacune imposer ses candidats.

## Résultats
Le scrutin abouti à un important renouvellement de la chambre, neuf des dix sept sièges de roturiers revenant à de nouveaux députés. L'échec de nombreux députés sortants à se faire réélire touche particulièrement le Parti démocrate des îles des Amis (DPFI), dont le dirigeant Semisi Sika est battu dans sa circonscription. Siaosi Pohiva, chef d'une faction dissidente du Parti démocrate (le Parti démocrate Comité populaire) est également battu dans sa circonscription. Dans plusieurs circonscriptions dont Tongatapu 4, Tongatapu 5 et Tongatapu 10 (l'île de Tongatapu étant un bastion historique du parti), les démocrates reçoivent le plus de voix, mais partagés entre des candidats rivaux, permettant à leurs adversaires de l'emporter.
A l'inverse, le Parti populaire apparait comme le grand vainqueuer du scrutin, le Premier ministre Pohiva Tuʻiʻonetoa étant réélu avec huit des onze membres du gouvernement, dont six roturiers. Le Parti démocrate ne dispose ainsi plus que de quatre sièges tandis que le Parti populaire en a six sans compter ceux des nobles. Les sièges restants reviennent à des élus sans étiquette,.
Kalino Latu de Kaniva News estime que les démocrates ont ainsi davantage perdu l'élection que le Parti populaire ne l'a gagnée, le gouvernement Tuʻiʻonetoa étant critiqué pour le niveau de corruption dans le pays, pour sa mauvaise gestion des comptes publics, pour le soutien du Premier ministre à sa ministre corrompue ‘Akosita Lavulavu, et pour sa tournée du pays aux frais fastueux des communautés locales au nom de les inciter à la prière contre la Covid-19.

### Nationaux
|                           |                                   |          |          |          |        |               |  |  |  |  |  |  |  |  |  |
| Parti                     | Parti                             | Voix     | %        | +/-      | Sièges | +/-           |  |  |  |  |  |  |  |  |  |
|                           | Parti populaire                   |          |          | Nv       | 6      | 6             |  |  |  |  |  |  |  |  |  |
|                           | Parti démocrate des îles des Amis |          |          |          | 4      | 10            |  |  |  |  |  |  |  |  |  |
|                           | Indépendants                      |          |          |          | 7      | 4             |  |  |  |  |  |  |  |  |  |
|                           | Noblesse                          | Noblesse | Noblesse | Noblesse | 9      | en stagnation |  |  |  |  |  |  |  |  |  |
|                           |                                   |          |          |          |        |               |  |  |  |  |  |  |  |  |  |
| Suffrages exprimés        |                                   |          |          |          |        |               |  |  |  |  |  |  |  |  |  |
| Votes blancs et invalides |                                   |          |          |          |        |               |  |  |  |  |  |  |  |  |  |
| Total                     | Total                             | 38 550   | 100      | -        | 26     | en stagnation |  |  |  |  |  |  |  |  |  |
| Abstentions               | Abstentions                       | 23 703   | 38,08    |          |        |               |  |  |  |  |  |  |  |  |  |
| Inscrits/Participation    | Inscrits/Participation            | 62 253   | 61,92    |          |        |               |  |  |  |  |  |  |  |  |  |

### Représentants du peuple
Liste complète des résultats par circonscription :
Tongatapu 1
| Candidat | Candidat           | Parti                                    | Voix  | % | Résultat      | Remarques                                                             |
| -------- | ------------------ | ---------------------------------------- | ----- | - | ------------- | --------------------------------------------------------------------- |
|          | Tevita Puloka      | indépendant                              | 1 695 |   | élu           |                                                                       |
|          | Siaosi Pohiva (en) | Démocrate (faction « Comité populaire ») | 1 114 |   | sortant battu | chef de la faction dissidente « Comité populaire » du Parti démocrate |
|          | Ikani Taliai       | (inconnu)                                | 44    |   |               |                                                                       |
|          | Sione Tupouniua    | (inconnu)                                | 34    |   |               |                                                                       |
|          | Eliesa Fifita      | (inconnu)                                | 13    |   |               |                                                                       |

Tongatapu 2
| Candidat | Candidat            | Parti       | Voix | % | Résultat      | Remarques               |
| -------- | ------------------- | ----------- | ---- | - | ------------- | ----------------------- |
|          | ʻUhilamoelangi Fasi | indépendant | 962  |   | élu           |                         |
|          | Semisi Sika         | Démocrate   | 796  |   | sortant battu | chef du Parti démocrate |
|          | Soane Fifita        | (inconnu)   | 208  |   |               |                         |

Tongatapu 3
| Candidat | Candidat            | Parti           | Voix  | % | Résultat | Remarques |
| -------- | ------------------- | --------------- | ----- | - | -------- | --------- |
|          | Siaosi Sovaleni     | Parti populaire | 2 084 |   | réélu    |           |
|          | Gabriella ʻIlolahia | (inconnu)       | 376   |   |          |           |
|          | Fisiʻipeau Faiva    | (inconnu)       | 42    |   |          |           |

Tongatapu 4
| Candidat | Candidat          | Parti                                    | Voix  | % | Résultat      | Remarques                                                                |
| -------- | ----------------- | ---------------------------------------- | ----- | - | ------------- | ------------------------------------------------------------------------ |
|          | Tatafu Moeaki     | Parti populaire                          | 1 237 |   | élu           | ministre sortant du Développement économique (ministre sans être député) |
|          | Mateni Tapueluelu | Démocrate                                | 1 116 |   | sortant battu |                                                                          |
|          | Ilaisi ʻUfi       | Démocrate (faction « Comité populaire ») | 220   |   |               |                                                                          |

Tongatapu 5
| Candidat | Candidat        | Parti                                    | Voix | % | Résultat        | Remarques     |
| -------- | --------------- | ---------------------------------------- | ---- | - | --------------- | ------------- |
|          | ʻAisake Eke     | indépendant                              | 958  |   | élu             | ancien député |
|          | Maliu Takai     | (inconnu)                                | 657  |   |                 |               |
|          | Losaline Ma‘asi | Démocrate (faction « Comité populaire ») | 614  |   | sortante battue |               |
|          | ‘Akanete Lauti  | Démocrate                                | 490  |   |                 |               |

Tongatapu 6
| Candidat | Candidat     | Parti                                    | Voix  | % | Résultat | Remarques                           |
| -------- | ------------ | ---------------------------------------- | ----- | - | -------- | ----------------------------------- |
|          | Poasi Tei    | Parti populaire                          | 1 771 |   | réélu    | ministre sortant de l'Environnement |
|          | Fane Fituafe | Démocrate (faction « Comité populaire ») | 1 088 |   |          |                                     |

Tongatapu 7
| Candidat | Candidat             | Parti                                    | Voix | % | Résultat | Remarques                                       |
| -------- | -------------------- | ---------------------------------------- | ---- | - | -------- | ----------------------------------------------- |
|          | Sangster Saulala     | Démocrate                                | 810  |   | élu      | ancien député, ancien ministre de l'Agriculture |
|          | Feletiliki Fao‘tusia | (inconnu)                                | 659  |   |          |                                                 |
|          | Paula Piukala        | Démocrate (faction « Comité populaire ») | 610  |   |          |                                                 |
|          | Emaloni Tongi        | (inconnu)                                | 359  |   |          |                                                 |
|          | Mele ‘Amanaki        | (inconnu)                                | 80   |   |          |                                                 |
|          | Taniela Vao          | (inconnu)                                | 33   |   |          |                                                 |

Tongatapu 8
| Candidat | Candidat       | Parti     | Voix  | % | Résultat | Remarques |
| -------- | -------------- | --------- | ----- | - | -------- | --------- |
|          | Semisi Fakahau | Démocrate | 1 020 |   | réélu    |           |
|          | Johnny Taione  | (inconnu) | 746   |   |          |           |
|          | Viliami Sisifa | (inconnu) | 641   |   |          |           |
|          | Poasi Fonua    | (inconnu) | 42    |   |          |           |
|          | John Ramsay    | (inconnu) | 12    |   |          |           |

Tongatapu 9
| Candidat | Candidat            | Parti                                    | Voix | % | Résultat      | Remarques |
| -------- | ------------------- | ---------------------------------------- | ---- | - | ------------- | --------- |
|          | Sevenitini Toumo‘ua | indépendant                              | 828  |   | élu           |           |
|          | Tevita Tukunga      | (inconnu)                                | 781  |   |               |           |
|          | Penisimani Fifita   | Démocrate (faction « Comité populaire ») | 411  |   | sortant battu |           |
|          | Vika Fusimalohi     | (inconnu)                                | 344  |   |               |           |
|          | Timote Laume        | (inconnu)                                | 130  |   |               |           |
|          | Mapa ‘Uhila         | (inconnu)                                | 56   |   |               |           |

Tongatapu 10
| Candidat | Candidat           | Parti                                    | Voix  | % | Résultat | Remarques                |
| -------- | ------------------ | ---------------------------------------- | ----- | - | -------- | ------------------------ |
|          | Pohiva Tuʻiʻonetoa | Parti populaire                          | 1 303 |   | réélu    | Premier ministre sortant |
|          | Kapelieli Lanumata | Démocrate (faction « Comité populaire ») | 1 086 |   |          |                          |
|          | Vika Kaufusi       | Démocrate                                | 468   |   |          |                          |

ʻEua 11
| Candidat | Candidat           | Parti           | Voix  | % | Résultat      | Remarques                     |
| -------- | ------------------ | --------------- | ----- | - | ------------- | ----------------------------- |
|          | Taniela Fusimalohi | indépendant     | 1 072 |   | élu           |                               |
|          | Tevita Lavemaau    | Parti populaire | 1 059 |   | sortant battu | ministre sortant des Finances |
|          | Tevita Fakaʻosi    | (inconnu)       | 7     |   |               |                               |
|          | Silivia Mahe       | (inconnu)       | 4     |   |               |                               |

Haʻapai 12
| Candidat | Candidat        | Parti                                    | Voix | % | Résultat      | Remarques     |
| -------- | --------------- | ---------------------------------------- | ---- | - | ------------- | ------------- |
|          | Vili Hingano    | indépendant                              | 475  |   | élu           | ancien député |
|          | Moʻale Finau    | Démocrate (faction « Comité populaire ») | 425  |   | sortant battu |               |
|          | Sione Tapu      | (inconnu)                                | 208  |   |               |               |
|          | Saimone Vuki    | (inconnu)                                | 200  |   |               |               |
|          | Ana Takai       | (inconnu)                                | 143  |   |               |               |
|          | Sovaleni Fifita | (inconnu)                                | 62   |   |               |               |

Haʻapai 13
| Candidat | Candidat            | Parti                                    | Voix | % | Résultat | Remarques |
| -------- | ------------------- | ---------------------------------------- | ---- | - | -------- | --------- |
|          | Veivosa Taka        | Démocrate (faction « Comité populaire ») | 731  |   | réélu    |           |
|          | Viliami Paumolevuka | (inconnu)                                | 436  |   |          |           |
|          | Milika Ikahihifo    | (inconnu)                                | 319  |   |          |           |
|          | Pita Mohetau        | (inconnu)                                | 24   |   |          |           |
|          | Taniela Moli        | (inconnu)                                | 18   |   |          |           |

Vavaʻu 14
| Candidat | Candidat            | Parti                                    | Voix  | % | Résultat | Remarques |
| -------- | ------------------- | ---------------------------------------- | ----- | - | -------- | --------- |
|          | Saia Piukala        | Démocrate (faction « Comité populaire ») | 1 010 |   | réélu    |           |
|          | Tuʻamelie Kemoeʻatu | (inconnu)                                | 405   |   |          |           |
|          | Loisi Halaliku      | (inconnu)                                | 379   |   |          |           |
|          | Latu Lepolo         | (inconnu)                                | 169   |   |          |           |
|          | Paula Tatafu        | (inconnu)                                | 128   |   |          |           |

Vavaʻu 15
| Candidat | Candidat          | Parti                                    | Voix | % | Résultat | Remarques                                    |
| -------- | ----------------- | ---------------------------------------- | ---- | - | -------- | -------------------------------------------- |
|          | Samiu Vaipulu     | Parti populaire                          | 747  |   | réélu    | ministre sortant du Développement économique |
|          | Keuli Lavaki      | (inconnu)                                | 739  |   |          |                                              |
|          | Tomifa Paea       | Démocrate (faction « Comité populaire ») | 473  |   |          |                                              |
|          | Katinia Taumalolo | (inconnu)                                | 47   |   |          |                                              |
|          | Siosiua Toki      | (inconnu)                                | 42   |   |          |                                              |

Vavaʻu 16
| Candidat | Candidat              | Parti                                    | Voix  | % | Résultat | Remarques     |
| -------- | --------------------- | ---------------------------------------- | ----- | - | -------- | ------------- |
|          | Viliami Latu          | indépendant                              | 1 047 |   | élu      | ancien député |
|          | Mapa Taulalolo        | (inconnu)                                | 509   |   |          |               |
|          | Silongoʻatonga Samani | (inconnu)                                | 404   |   |          |               |
|          | Seli Tuʻakalau        | Démocrate (faction « Comité populaire ») | 396   |   |          |               |

Niuas 17
| Candidat | Candidat                 | Parti           | Voix | % | Résultat | Remarques                       |
| -------- | ------------------------ | --------------- | ---- | - | -------- | ------------------------------- |
|          | Vatau Hui                | Parti populaire | 367  |   | réélu    | ministre sortant de l'Intérieur |
|          | Sosefo Vakata            | (inconnu)       | 285  |   |          |                                 |
|          | Paea-ʻI-Vaha Filimoehala | (inconnu)       | 230  |   |          |                                 |
|          | ʻAisake Finau            | (inconnu)       | 52   |   |          |                                 |

### Représentants de la noblesse
À Tongatapu, les sortants Lord Maʻafu (ministre des Forces armées et ministre des Terres) et Lord Vahaʻi, se trouvant tous deux à l'étranger, ne se représentent pas. Aux îles Niuas, le sortant Lord Fusituʻa, en Nouvelle-Zélande pour un traitement médical de longue durée, ne se représente pas non plus.
Liste des élus :
Tongatapu et ʻEua (quatre sièges)
| Candidat | Candidat        | Voix | +/- | Résultat | Remarques                               |
| -------- | --------------- | ---- | --- | -------- | --------------------------------------- |
|          | Lord Vaea       | 13   | +6  | élu      |                                         |
|          | Lord Tuʻivakano | 12   | +0  | réélu    |                                         |
|          | Lord Nuku (en)  | 11   | +1  | réélu    | ministre sortant des Services d'urgence |
|          | Lord Fohe (en)  | 10   | +10 | élu      |                                         |

Haʻapai (deux sièges)
| Candidat | Candidat                | Voix | +/- | Résultat | Remarques                      |
| -------- | ----------------------- | ---- | --- | -------- | ------------------------------ |
|          | Lord Tu‘iha‘angana (en) | 5    | +0  | réélu    |                                |
|          | Lord Fakafanua          | 4    | +1  | réélu    | président du parlement sortant |

Vavaʻu (deux sièges)
| Candidat | Candidat             | Voix | +/- | Résultat | Remarques                         |
| -------- | -------------------- | ---- | --- | -------- | --------------------------------- |
|          | Lord Tuʻiʻafitu (en) | 9    | +4  | réélu    |                                   |
|          | Lord Tuʻilakepa (en) | 8    | +2  | réélu    | ministre sortant de l'Agriculture |

Niuas (un siège)
| Candidat | Candidat                                  | Voix | +/- | Résultat | Remarques |
| -------- | ----------------------------------------- | ---- | --- | -------- | --------- |
|          | le prince Kalaniuvalu, Lord Fotofili (en) | 2    | +2  | élu      |           |

## Formation d'un gouvernement
Désavoué par l'ensemble de ses ministres à l'exception du ministre de l'Intérieur Vatau Hui, Pohiva Tuʻiʻonetoa est contraint de renoncer à briguer un nouveau mandat à la tête du gouvernement. Le ministre de l'Éducation Siaosi Sovaleni révèle en amont de l'élection du nouveau Premier ministre par l'Assemblée qu'il a le soutien de onze députés roturiers pour cette fonction ; ʻAisake Eke, pour sa part, a le soutien de six députés roturiers, ce qui place les représentants de la noblesse en position de faiseurs de roi.
Pohiva Tuʻiʻonetoa soutient alors ʻAisake Eke, mais c'est Siaosi Sovaleni qui est élu Premier ministre par l'Assemblée le 15 décembre, avec seize voix sur vingt-six. Il est formellement fait Premier ministre par le roi Tupou VI le 27 décembre.

## Suites
Le 29 avril 2022, Pohiva Tuʻiʻonetoa perd son siège de député de la circonscription de Tongatapu 10 : La Cour suprême le reconnaît coupable de corruption électorale pour avoir offert 50 000 pa'anga à des électrices, via son ministre des Finances Tevita Lavemaau, en amont des élections.
Le 3 mai 2022, le ministre de l'Intérieur et député de Tongatapu 7 Sangster Saulala (en) est également démis par la Cour suprême de sa fonction de député, et donc de ce fait automatiquement de son poste de ministre, étant reconnu coupable d'avoir tenté d'acheter des voix durant la campagne législative de 2021.
Le 6 mai 2022, Tatafu Moeaki (en), député de Tongatapu 4 et ministre des Finances, est démis de sa fonction de député (et donc indirectement de son ministère) par la Cour suprême, pour la même raison.
Le 13 mai, c'est le vice-Premier ministre Poasi Tei, député de Tongatapu 6, qui est démis par la Cour suprême pour la même raison.
L'expulsion des trois hommes du Parlement est effective le 10 août 2022, après la confirmation en appel de leur condamnation. Des élections partielles pour leur succession se tiennent le 3 novembre. Elles sont remportées par le démocrate Mateni Tapueluelu (en) à Tongatapu 4, la candidate indépendante Dulcie Tei (en), épouse du député déchu Poasi Tei, à Tongatapu 6, et le démocrate Paula Piukala (en) à Tongatapu 7
Le 10 juin, Viliami Hingano, député de Haʻapai 12 et ministre de l'Agriculture, meurt dans un hôpital à Auckland. L'élection partielle du 1er septembre qui en résulte est remportée par le démocrate Moʻale Finau (en).
Le 27 octobre, Semisi Fakahau, député de Tongatapu 8 et ministre des Pêcheries, meurt. Une élection partielle se tient le 19 janvier 2023 et Johnny Taione (en), nouveau-venu en politique et candidat indépendant, est élu député à sa succession,.
Le 26 janvier 2024, le docteur Saia Piukala, député de Vavaʻu 14 et ministre de la Santé, démissionne pour prendre la direction du bureau Asie-Pacifique de l'Organisation mondiale de la Santé. L'élection partielle dans sa circonscription le 28 mars est remportée par Moʻale ʻOtunuku.